# Rio Bălosu
O Rio Bălosu é um rio da Romênia afluente do rio Năruja, localizado no distrito de Vrancea.